# Véhicule électrique en Suisse

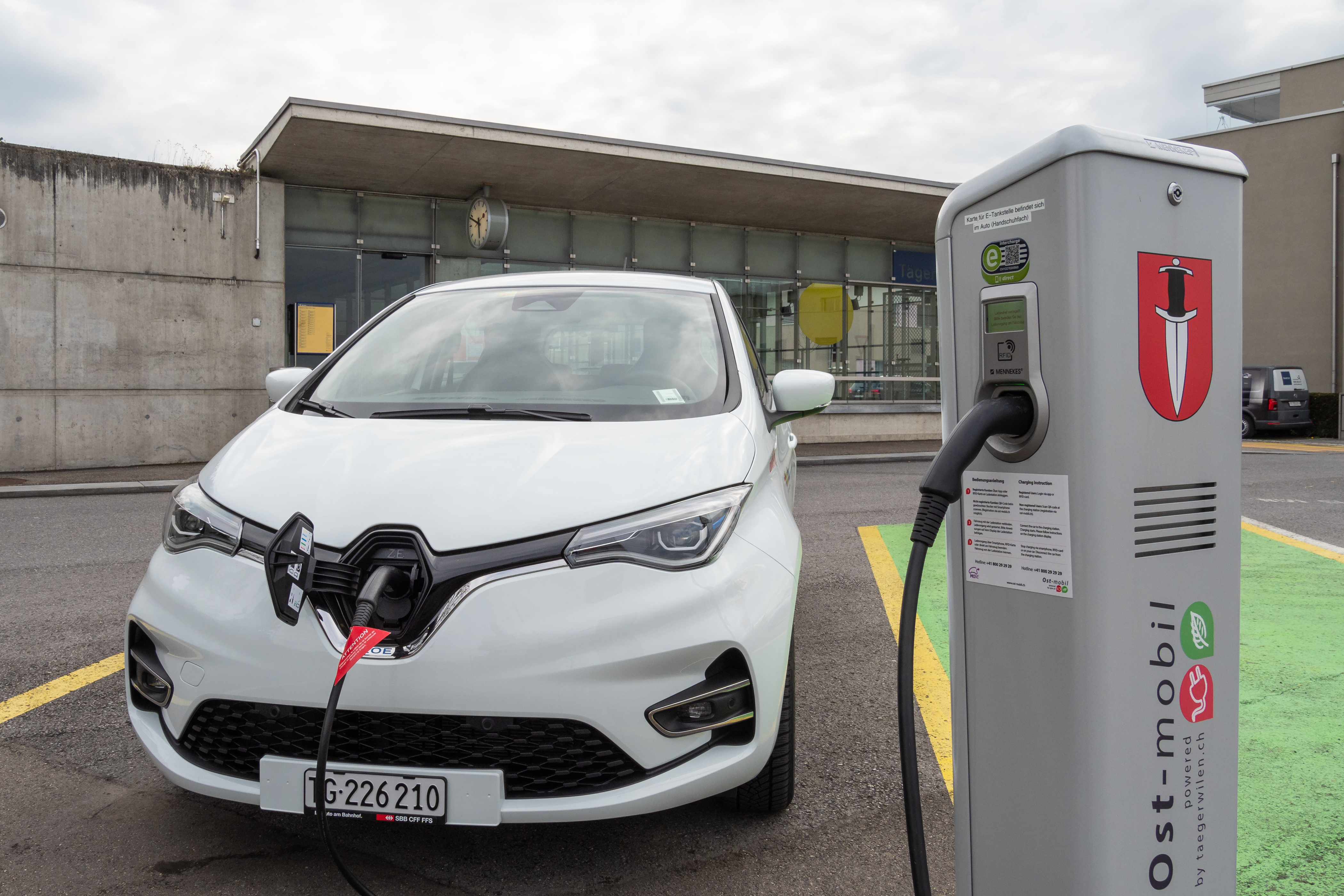
Recharge d'une Renault Zoe à la gare de Tägerwilen, dans le canton de Thurgovie (2021).

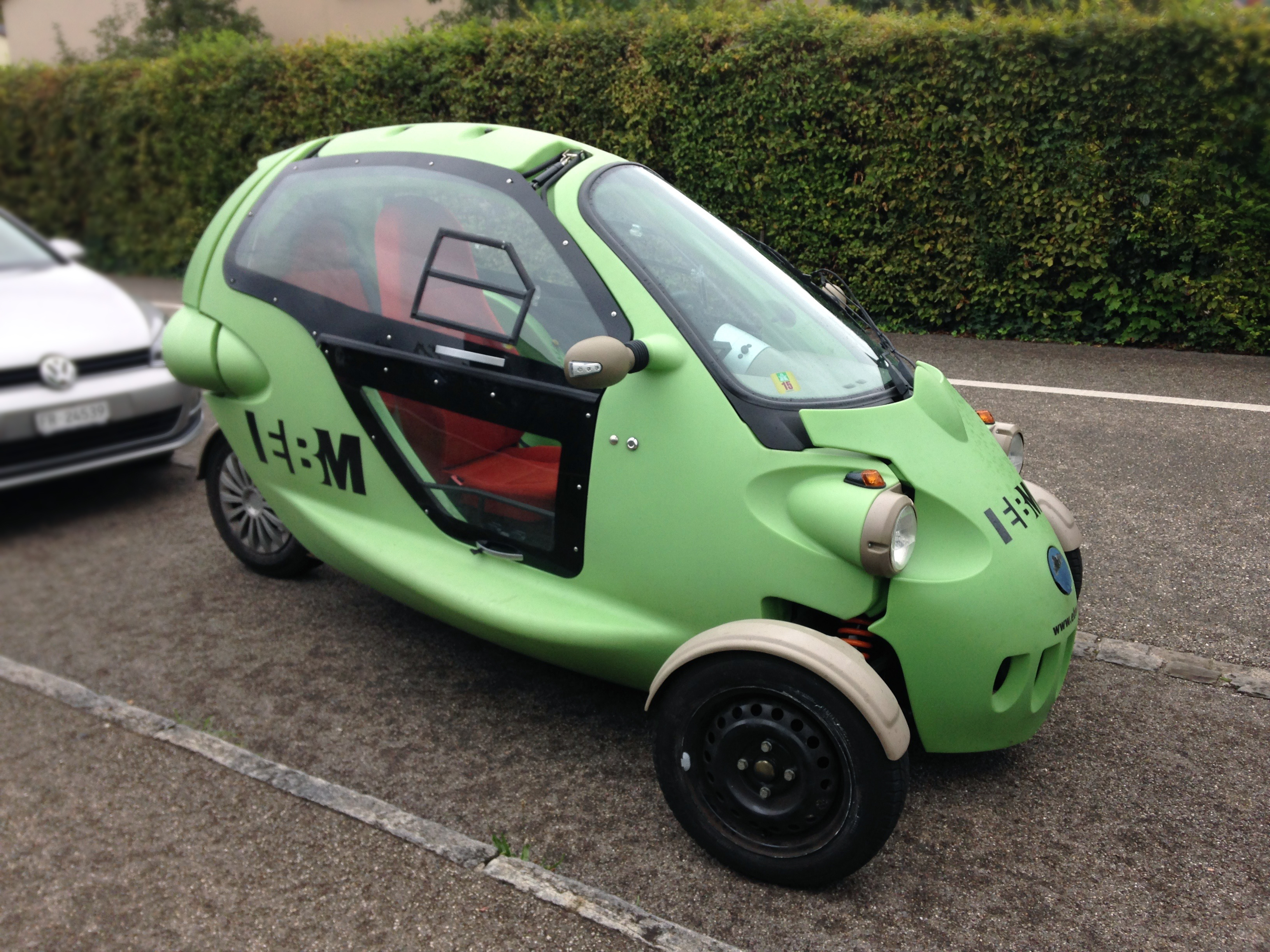
Véhicule électrique suisse à trois roues (2015).

En 2022, le parc de véhicules électriques en Suisse est composé de 110 751 voitures de tourisme, 20 249 motos, 5 441 véhicules de transport de marchandises, 4 428 véhicules industriels, 262 véhicules de transport de personnes et 141 véhicules agricoles.
La part de marché des voitures électriques atteint 20,9 % en 2023 (17,6% en 2022 ; 13,2 % en 2021).
La Suisse est en 2023 le dixième marché européen pour la voiture 100 % électrique avec 2,6 % du total des ventes, derrière l'Allemagne (26 %), le Royaume-Uni (15,6 %), la France (14,8 %), les Pays-Bas, la Suède, la Norvège, la Belgique, l'Italie et le Danemark.

## Statistiques

### Nouvelles immatriculations
En 2023, 52 728 voitures 100 % électriques ont été immatriculées en Suisse, contre 40 245 voitures en 2022, en progression de 31,3 %. La Suisse est en 2023 le dixième marché européen pour la voiture 100 % électrique avec 2,6 % du total des ventes, derrière l'Allemagne (524 219 immatriculations, soit 26,0 %), le Royaume-Uni (314 684 immatriculations, soit 15,6 %), la France (298 219 immatriculations, soit 14,8 %), les Pays-Bas, la Suède, la Norvège, la Belgique, l'Italie et le Danemark.
En 2022, 40 507 voitures 100 % électriques ont été immatriculées en Suisse, contre 31 889 voitures en 2021, soit +27,0 %, ainsi que 18 355 voitures hybrides rechargeables (21 790 voitures en 2021), soit -15,8 %. La Suisse est en 2022 le huitième marché européen pour la voiture 100 % électrique avec 2,6 % du total des ventes, derrière l'Allemagne (471 394 immatriculations, soit 29,9 %), le Royaume-Uni (267 203 immatriculations, soit 17 %), la France (203 122 immatriculations, soit 12,9 %), la Norvège, la Suède, les Pays-Bas et l'Italie.
La part des voitures électriques en Suisse est passée de 0,4 % en 2018 à 0,6 % en 2019 ; la part des voitures de tourisme hybrides est passée de 1,7 % à 2,1 % ; les ventes de voitures électriques ont progressé de 144 % en 2019, atteignant 13 200 exemplaires, soit une part de marché de 4,2 %, et celles de voitures hybrides ont progressé de 71 %, atteignant 26 376 exemplaires, soit 8,4 % du marché. La pénétration des voitures électriques atteint 1,4 % dans le canton de Zoug, devant celui de Zurich (0,9 %).
| Année | Voitures électriques | Part de marché |
| ----- | -------------------- | -------------- |
| 2008  | 24                   | 0,01 %         |
| 2009  | 57                   | 0,02 %         |
| 2010  | 201                  | 0,07 %         |
| 2011  | 452                  | 0,14 %         |
| 2012  | 924                  | 0,28 %         |
| 2013  | 1 392                | 0,45 %         |
| 2014  | 1 948                | 0,64 %         |
| 2015  | 3 882                | 1,19 %         |
| 2016  | 3 525                | 1,10 %         |
| 2017  | 4 929                | 1,56 %         |
| 2018  | 5 411                | 1,80 %         |
| 2019  | 13 177               | 4,22 %         |
| 2020  | 19 752               | 8,28 %         |
| 2021  | 32 017               | 13,23 %        |
| 2022  | 40 507               | 17,66 %        |
| 2023  | 52 929               | 20,68 %        |

### Évolution du parc

#### Voitures de tourisme
En 2023, le parc automobile suisse comptait 155 495 voitures électriques, soit 3,26 % du parc total de voitures de tourisme (4 760 848).
Pour des raisons techniques, il est temporairement impossible d'afficher le graphique qui aurait dû être présenté ici.

#### Véhicules agricoles
Pour des raisons techniques, il est temporairement impossible d'afficher le graphique qui aurait dû être présenté ici.

#### Véhicules de transports de choses
Pour des raisons techniques, il est temporairement impossible d'afficher le graphique qui aurait dû être présenté ici.

#### Véhicules de transports de personnes
Pour des raisons techniques, il est temporairement impossible d'afficher le graphique qui aurait dû être présenté ici.

#### Véhicules industriels
Pour des raisons techniques, il est temporairement impossible d'afficher le graphique qui aurait dû être présenté ici.

#### Motocycles
Pour des raisons techniques, il est temporairement impossible d'afficher le graphique qui aurait dû être présenté ici.

## Politique de soutien
Le 8 novembre 2023, le Conseil fédéral décide de supprimer à partir du 1er janvier 2024 l’exonération fiscale accordée aux véhicules automobiles électriques. Il s'agit de l'impôt de 4 % instauré en 1997 sur le prix à l’importation des véhicules automobiles servant au transport de personnes ou de marchandises. Les véhicules électriques en avaient été exonérés dès sa création en 1997. Le Conseil fédéral a pris cette décision en constatant que la part de ces véhicules dans le nombre total de véhicules importés en Suisse atteignait près de 23 % durant le premier semestre 2023 (contre 16 % un an plus tôt) et que de ce fait la perte fiscale due à cette exonération passerait de 78 MFS en 2022 à 100 à 150 MFS en 2023. De plus, la branche automobile estime que la parité des prix entre les véhicules automobiles à propulsion fossile et les véhicules automobiles électriques sera atteinte en 2025.

## Normes et sécurité
Depuis 2015, le chapitre 7.22 de la Norme sur les installations à basse tension (NIBT) régit l'installation de bornes de recharge pour véhicules électriques. Celle-ci est également le sujet de la norme SIA 2060 « Infrastructure pour véhicules électriques dans les bâtiments » de 2020. Les Prescriptions des distributeurs d’électricité (PDIE), le Modèle de prescriptions énergétiques des cantons (MoPEC 2014), la série de normes « Système de charge conductive pour véhicules électriques » (SNEN 61851) et la norme internationale CEI 61439-7 font également foi. En matière de sécurité, les installations doivent également respecter l'Ordonnance sur les matériels électriques à basse tension (OMBT), l'Ordonnance sur les installations électriques à basse tension (OIBT), l'Ordonnance sur la compatibilité électromagnétique (OCEM) et l'Ordonnance sur la réduction des risques liés aux produits chimiques (ORRChim).